# 2025年慕尼黑車輛衝撞襲擊事件
中歐時間2025年2月13日，德國慕尼黑馬克斯近郊發生一宗車輛衝撞攻擊，警方逮捕一名24歲的阿富汗移民。案發時，德國服務行業工會正在舉行示威遊行，襲擊造成2人死亡，37人受傷。其中包括兒童，部分人傷勢嚴重。

## 襲擊
當地時間上午約10時30分，一輛白色寶馬迷你接近停放在遊行終點的警車，該車輛負責監控德國服務行業工會的示威活動，當天共有1,500人參與。司機繞過警車後突然加速，直接衝向人群。警方在逮捕時開槍制止。
襲擊造成39人受傷，包括兒童，其中部分傷勢嚴重。救護人員趕抵現場搶救傷者。據慕尼黑市政府表示，其中一名兒童在現場需進行心肺復甦。
15日，襲擊發生兩天後，一名37歲，出生於阿爾及利亞的婦女和她兩歲的女兒在醫院因傷勢過重死亡。

## 嫌疑犯
涉案司機為24歲阿富汗籍男子法哈德·諾里（Farhad Noori），諾里於2001年初出生於喀布爾，2016年底來到德國尋求庇護，但庇護申請遭聯邦移民及難民局拒絕。後來，他獲得臨時居留許可，這意味著他無法被遣返阿富汗。由於當時諾里尚未成年，無成年人陪伴，他獲德國青少年福利系統照護。在此之前，他據稱曾在意大利逗留。2017年9月，他的庇護申請再次被拒，提出的上訴亦未成功。而在案發後，諾里在現場被警方逮捕。
巴伐利亞內政部長約阿希姆·赫爾曼最初表示，諾里曾涉及盜竊與毒品犯罪，且面臨遣返。然而，稍晚他改口稱這些資訊不正確，諾里沒有犯罪紀錄，也非非法居留。他持有慕尼黑當局核發的居住與工作許可。警方透露，諾里曾在商店擔任商店糾察人員，並曾作證協助警方調查。德國新聞節目《今日新聞》指出，儘管當局未將諾里列為政治或宗教極端分子，但他近期曾在社群媒體上發佈「伊斯蘭主義」相關內容，目前尚不清楚他是否具有極端主義背景。
檢察官表示，嫌疑犯的犯案動機尚在調查中，但嫌疑犯在事件發生後用阿拉伯語向警察高喊「真主至大」。赫爾曼其後表示，諾里可能只是偶然遇上示威遊行後臨時起意。

## 反應
德國服務行業工會主席弗蘭克·沃內克對事件表達關切與哀悼，強調工會一直倡導團結互助，尤其在此艱難時刻。基社盟巴伐利亞州州長馬庫斯·澤德表示，這宗事件可能是恐怖攻擊。社民黨慕尼黑市長迪特·賴特爾則對受害者表達慰問。
此次襲擊發生於慕尼黑安全會議前夕，會議中美國副總統J·D·萬斯和烏克蘭總統弗拉基米爾·澤連斯基等國際領袖皆會出席。這是三個月內德國發生的第三宗由尋求庇護者發動的襲擊事件，使移民與公共安全問題成為即將到來的2025年德國聯邦議院選舉焦點，引發激烈討論。